# Центральний Тавр
Центральний Тавр — хребет з системи гірської системи Тавра на території Туреччини.

## Географія
Центральний Тавр найвищий (висота хребтів понад 3000 м) серед гір Тавру. Альпійський тип рельєфу. Один з хребтів - Аладаглар з вершиною Демірказик (3806 м) і хребет Болкар з вершиною Метдесис (3524 м). Центральний Тавр виходить прямо до Середземного моря на заході і південному-заході.

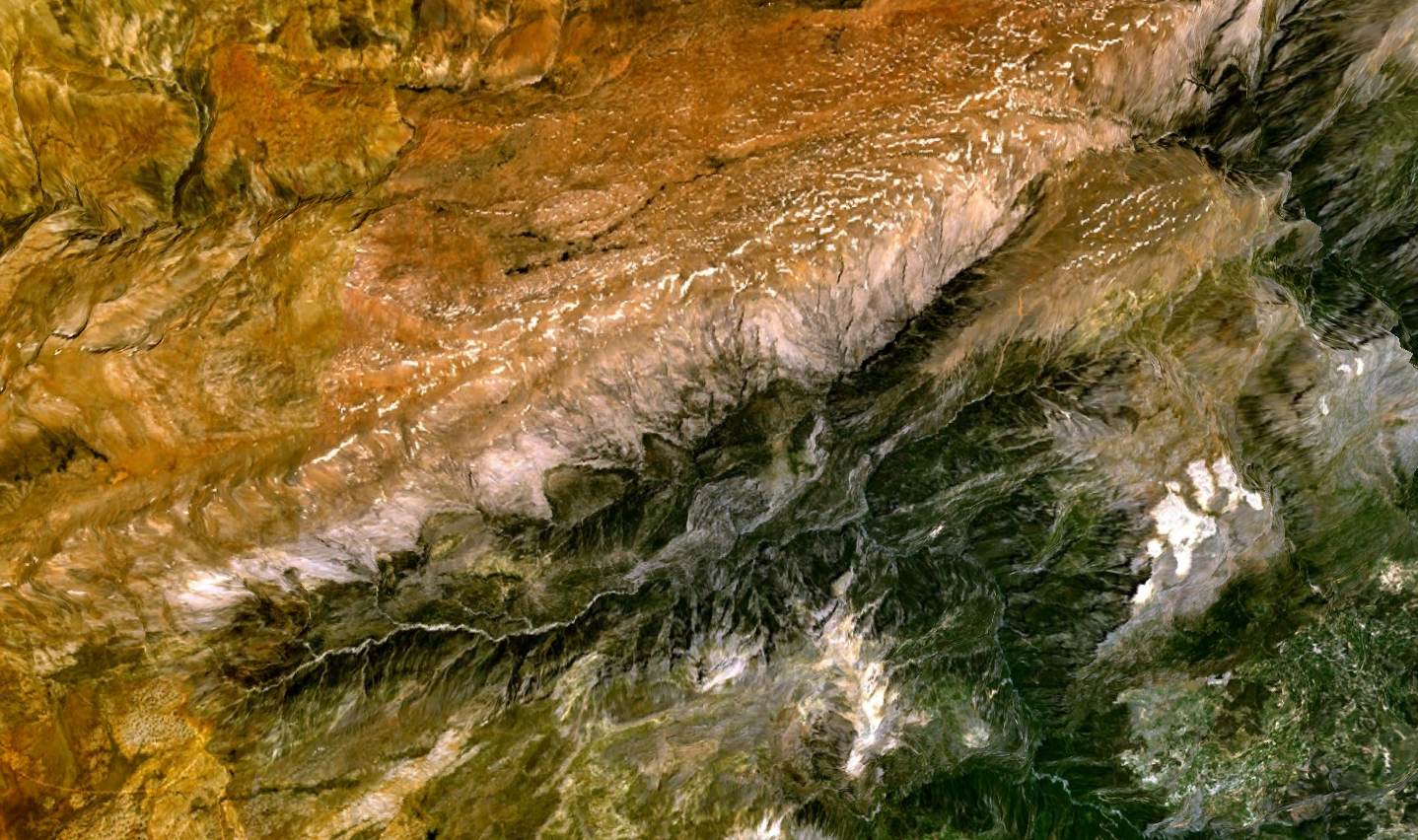
Хребет Болкар, світлина з космосу

Центральний Тавр вкривають хвойні ліси, які ростуть до 2000 м. Вище — альпійські луки. 